# Maria Franziska af Pfalz-Sulzbach
Pfalzgrevinde Maria Francisca af Sulzbach (tysk: Maria Franziska, Pfalzgräfin von Sulzbach) (født 15. juni 1724, død 15. november 1794), var en pfalzgrevinde, der gennem sit ægteskab blev hertuginde af Zweibrücken-Birkenfeld. Hun tilhørte Huset Wittelsbach.

## Forfædre
Maria Franziska var datter af arveprins Joseph Karl af Pfalz-Sulzbach og sønnedatter af Theodor Eustach, pfalzgreve af Pfalz-Sulzbach samt oldedatter af bl.a. Christian August, pfalzgreve af Pfalz-Sulzbach og kurfyrste Filip Vilhelm af Pfalz. 

## Efterkommere
Maria Franziska var gift med Frederik Michael af Zweibrücken-Birkenfeld. De blev forældre til bl.a. Maximilian 1. Joseph af Bayern og svigerforældre til bl.a. Karoline af Baden (Bayerns første dronning).
De blev farfar og farmor til bl.a.:
- Ludvig 1. af Bayern
- Augusta af Bayern (mor til Josefine af Sverige og Norge)
- Ludovika Wilhelmine, hertuginde i Bayern (gift med Max Joseph, hertug i Bayern)
- Elisabeth Ludovika af Bayern (gift med Frederik Wilhelm 4. af Preussen)
- Karoline Auguste af Bayern (gift med kronprins Vilhelm af Württemberg og senere med kejser Frans af Tysk-romerske rige og Østrig)
- Amalie Auguste af Bayern (gift med Johan 1. af Sachsen)
- Maria Anna af Bayern (gift med Frederik August 2. af Sachsen)
- Sophie af Bayern (gift med Franz Karl af Østrig og mor til Franz Joseph 1. af Østrig-Ungarn)

De blev morfar og mormor til Pius August, hertug i Bayern